# Robert Fisher Tomes
Robert Fisher Tomes (* 4. August 1823 in Weston-on-Avon; † 10. Juli 1904 in South Littleton bei Evesham, Worcestershire) war ein britischer Zoologe und Gutsherr.
Er sammelte Vögel und Säuger. Später wandte er sich zunehmend den Säugern zu und war ein Spezialist für Fledermäuse mit einigen Erstbeschreibungen (wobei er auch Sammlungen anderer Zoologen zum Beispiel aus Mittelamerika und Neuseeland bearbeitete), darunter Kleines Mausohr, Ecuador-Opossummaus. Er schrieb die Abschnitte Insektenfresser und Fledermäuse in der History of Quadrupeds von Thomas Bell. Seine Säugersammlung kam an das Natural History Museum in London, seine Vogelsammlung mit Vögeln aus Worcestershire an das Museum in Worcester.
Er veröffentlichte auch in der Paläontologie, zum Beispiel über jurassische Korallen, und hatte eine bedeutende Sammlung fossiler Korallen. Als Kenner der lokalen Geologie von Evesham beriet  er unter anderem  Kommunen und Landwirte erfolgreich über aussichtsreiche Brunnenbohrungen.
Er war auch Schulrat, Alderman des County Council of Worcestershire und dreizehn Jahre lang bis 1879 Chairman of the Board of Guardians of Stratford-on-Avon.
Für seine Arbeiten über Fledermäuse wurde er 1860 korrespondierendes Mitglied der Zoological Society of London. Da er sich später paläontologischen und stratigraphischen Fragen seiner Heimat zuwandte, wurde er 1877 Mitglied der Geological Society of London.
Sein Bruder John Tomes (1815–1895), der den Baron-Titel erbte, war seinerzeit noch bekannter, er war Fellow der Royal Society, Kieferchirurg, Zahnarzt und Experte für Odontologie und Freund von Richard Owen.